# ليندن (نيو جيرسي)
ليندن (بالإنجليزية: Linden)‏ هي مدينة في ولاية نيو جيرسي في الولايات المتحدة الأمريكية. وهي جزء من منطقة نيويورك العمرانية

## التركيبة السكانية
حدّد مكتب تعداد الولايات المتحدة بيانات التركيبة السكانية لليندن في تعداد الولايات المتحدة. في ما يلي، التركيبة السكانية حسب تعدادي 2000 و2010.

### تعداد عام 2000
بلغ عدد سكان ليندن 39,394 نسمة بحسب تعداد عام 2000، وبلغ عدد الأسر 15,052 أسرة وعدد العائلات 10,087 عائلة مقيمة في المدينة. في حين سجلت الكثافة السكانية 1,332.7 نسمة لكل كيلومتر مربع (3,451.7/ميل2). وبلغ عدد الوحدات السكنية 15,567 وحدة بمتوسط كثافة قدره 526.6 لكل كيلومتر مربع (1,363.9/ميل2).
وتوزع التركيب العرقي للمدينة بنسبة 66.08% من البيض و22.80% من الأمريكيين الأفارقة و0.14% من الأمريكيين الأصليين و2.35% من الأمريكيين ذوي الأصول الآسيوية و0.04% من سكان جزر المحيط الهادئ و4.88% من الأعراق الأخرى و3.71% من عرقين مختلطين أو أكثر و14.40% من الهسبانيون أو اللاتينيون من أي عرق.
بلغ عدد الأسر 15,052 أسرة كانت نسبة 33.1% منها لديها أطفال تحت سن الثامنة عشر تعيش معهم، وبلغت نسبة الأزواج القاطنين مع بعضهم البعض 46.7% من أصل المجموع الكلي للأسر، ونسبة 15.3% من الأسر كان لديها معيلات من الإناث دون وجود شريك، بينما كانت نسبة 5% من الأسر لديها معيلون من الذكور دون وجود شريكة وكانت نسبة 33% من غير العائلات. تألفت نسبة 27.9% من أصل جميع الأسر من عدة أفراد يعيشون في نفس المنزل ونسبة 13.6% كانت تتألف من شخص يعيش بمفرده يبلغ من العمر 65 عاماً أو أكثر. وبلغ متوسط حجم الأسرة المعيشية 2.60، أما متوسط حجم العائلات فبلغ 3.21.
بلغ العمر الوسطي للسكان 38.0 عاماً. وكانت نسبة 22.5% من القاطنين تحت سن الثامنة عشر، وكانت نسبة 8.2% بين الثامنة عشر والرابعة والعشرين عاماً، ونسبة 30.4% كانت واقعةً في الفئة العمرية ما بين الخامسة والعشرين والرابعة والأربعين عاماً، ونسبة 22.7% كانت ما بين الخامسة والأربعين والرابعة والستين، ونسبة 15.7% كانت ضمن فئة الخامسة والستين عاماً فما فوق. يوجد لكل 100 أنثى 91.0 ذكر، ويوجد لكل 100 أنثى في الثامنة عشر من عمرها فما فوق 85.8 ذكر.
بلغ متوسط دخل الأسرة في المدينة 45,587 دولارًا، أما متوسط دخل العائلة فبلغ 48,604 دولارًا. وكان متوسط دخل الذكور 37,583 دولارًا مقابل 28,373 دولارًا للإناث. وسجل دخل الفرد الخاص بالمدينة 20,379 دولارًا. وكانت نسبة 5.7% من العائلات ونسبة 6.1% من السكان تحت خط الفقر، وكان من هؤلاء نسبة 5.1% تحت سن الثامنة عشر ونسبة 9.4% في الخامسة والستين من العمر وما فوق.

### تعداد عام 2010
بلغ عدد سكان ليندن 40,499 نسمة بحسب تعداد عام 2010، وبلغ عدد الأسر 14,909 أسرة وعدد العائلات 10,277 عائلة مقيمة في المدينة. في حين سجلت الكثافة السكانية 1,370.1 نسمة لكل كيلومتر مربع (3,548.5/ميل2). وبلغ عدد الوحدات السكنية 15,872 وحدة بمتوسط كثافة قدره 536.9 لكل كيلومتر مربع (1,390.6/ميل2).
وتوزع التركيب العرقي للمدينة بنسبة 59.15% من البيض و26.88% من الأمريكيين الأفارقة و0.29% من الأمريكيين الأصليين و2.71% من الأمريكيين ذوي الأصول الآسيوية و0.02% من سكان جزر المحيط الهادئ و7.57% من الأعراق الأخرى و3.37% من عرقين مختلطين أو أكثر و24.93% من الهسبانيون أو اللاتينيون من أي عرق.
بلغ عدد الأسر 14,909 أسرة كانت نسبة 34.3% منها لديها أطفال تحت سن الثامنة عشر تعيش معهم، وبلغت نسبة الأزواج القاطنين مع بعضهم البعض 45.1% من أصل المجموع الكلي للأسر، ونسبة 17.6% من الأسر كان لديها معيلات من الإناث دون وجود شريك، بينما كانت نسبة 6.3% من الأسر لديها معيلون من الذكور دون وجود شريكة وكانت نسبة 31.1% من غير العائلات. تألفت نسبة 26.2% من أصل جميع الأسر من عدة أفراد يعيشون في نفس المنزل ونسبة 11% كانت تتألف من شخص يعيش بمفرده يبلغ من العمر 65 عاماً أو أكثر. وبلغ متوسط حجم الأسرة المعيشية 2.70، أما متوسط حجم العائلات فبلغ 3.27.
بلغ العمر الوسطي للسكان 38.8 عاماً. وكانت نسبة 21.8% من القاطنين تحت سن الثامنة عشر، وكانت نسبة 9.2% بين الثامنة عشر والرابعة والعشرين عاماً، ونسبة 28% كانت واقعةً في الفئة العمرية ما بين الخامسة والعشرين والرابعة والأربعين عاماً، ونسبة 27.6% كانت ما بين الخامسة والأربعين والرابعة والستين، ونسبة 13.4% كانت ضمن فئة الخامسة والستين عاماً فما فوق. وتوزع التركيب الجنسي للسكان بنسبة 47.7% ذكور و52.3% إناث.

## أعلام
- تاميكا ديكسون
- محمد ويلكيرسون
- ستيف وايت
- إيلي ريد